# 冷地早熟禾
冷地早熟禾（学名：Poa crymophila Keng）是一种禾本科植物。这种植物为中国特产。主要分布于青海、甘肃、西藏、四川、新疆；此外，印度有少量分布。